# Departamento de Alta Verapaz
Departamento de Alta Verapaz är ett departement i Guatemala. Det ligger i den centrala delen av landet, 130 km norr om huvudstaden Guatemala City. Antalet invånare är 776 246. Arean är 8 686 kvadratkilometer.
Terrängen i Departamento de Alta Verapaz är varierad.
Departamento de Alta Verapaz delas in i:

1. Municipio de Cobán
2. Municipio de San Pedro Carchá
3. Municipio de San Juan Chamelco
4. Municipio de San Cristóbal Verapaz
5. Municipio de Tactic
6. Municipio de Tucurú
7. Municipio de Tamahú
8. Municipio de Panzós
9. Municipio de Senahú
10. Municipio de Santa Maria Cahabon
11. Municipio de Lanquín
12. Municipio de Chahal
13. Municipio de Fray Bartolome de las Casas
14. Municipio de Chisec
15. Municipio de Santa Cruz Verapaz
16. Santa Catarina La Tinta
17. Municipo de Raxruhá

Följande samhällen finns i Departamento de Alta Verapaz:

- Cobán
- La Tinta
- Panzós
- San Cristóbal Verapaz
- Chisec
- San Pedro Carchá
- San Juan Chamelco
- Chahal Guatemala
- Santa Cruz Verapaz
- Senahú
- Tucurú
- Cahabón
- Lanquín
- Tamahú